# Eddie Nketiah
Edward « Eddie » Nketiah, né le 30 mai 1999 à Lewisham, est un footballeur international anglais qui évolue au poste d'attaquant à Crystal Palace.

## Biographie

### En club

#### Début au Arsenal FC
Formé au Chelsea FC, Eddie Nketiah rejoint les équipes jeunes de l'Arsenal FC en 2015, alors qu'il est âgé de seize ans. En juillet 2017, il est nommé par Arsène Wenger dans le groupe des Gunners effectuant la tournée de pré-saison en Australie et en Chine.
Le 28 septembre 2017, il participe à sa première rencontre au niveau professionnel en entrant en fin de match face au FK BATE Borisov en Ligue Europa lors d'une victoire quatre buts à deux. Un mois plus tard, il fait sa seconde apparition en équipe première lors d'un match de Coupe de la Ligue face à Norwich City. Entré en jeu à la 85e minute alors qu'Arsenal est mené un but à zéro, il marque peu avant le coup de sifflet final avant d'inscrire un nouveau but lors de la prolongation, ce qui qualifie son équipe pour le tour suivant. Le 4 mars 2018, Eddie Nketiah joue son premier match de Premier League face à Brighton & Hove  lors d'une défaite deux buts à un. Il participe à dix matchs toutes compétitions confondues lors de cette première saison sous le maillot des Gunners, atteignant les demi-finales de la Ligue Europa.
Le 12 mai 2019, il inscrit son premier but en Premier League lors d'une victoire trois buts à un pour le compte de la dernière journée de championnat contre Burnley.

#### Prêt au Leeds United et retour à Arsenal
Le 8 août 2019, il est prêté pour une saison à Leeds United. Cinq jours plus tard, il dispute son premier match avec Leeds en étant titularisé à l'occasion d'une rencontre de Coupe de la Ligue anglaise contre Salford City. Il inscrit le premier but de son équipe, qui s'impose trois buts à zéro. Buteur à cinq reprises au cours de ses dix-neuf matchs joués lors de la première partie de la saison, il est rappelé début janvier 2020 par Arsenal et marque buts lors de la fin de saison.
Titulaire lors du Community Shield 2020 remporté face à Liverpool, il est très souvent remplaçant lors de la saison 2020-2021 mais marque à six reprises dont trois fois en Ligue Europa où Arsenal atteint les demi-finales.
Blessé lors du début de saison 2021-2022, il manque plusieurs mois de compétitions avant de prendre une place importante en fin de saison avec cinq buts lors des sept derniers matchs et une place de titulaire retrouvé. Après une fin de saison prometteuse, il est prolongé par le club londonien.
Il joue plus régulièrement les deux saisons suivantes sans jamais réussir à trouver un place de titulaire et remporte un second Community Shield à l'été 2023.

#### Crystal Palace
Le 30 août 2024, il quitte son club formateur et s'engage à Crystal Palace pour cinq ans et un transfert estimé à trente millions d'euros. Titularisé à huit reprises lors de ses neuf premiers matchs au club, il devient rapidement remplaçant et est titularisé seulement à trois reprises lors de ses vingt-huit matchs suivant. Il marque cependant à sept reprises dont un doublé en championnat contre Wolverhampton Wanderers et à deux reprises en Coupe d'Angleterre, que le club remporte en finale contre Manchester City.

### En sélection nationale
Sélectionné en équipe d'Angleterre des moins de 18 ans puis moins de 19 ans, Nketiah fait partie des vingt joueurs sélectionnés en équipe d'Angleterre espoirs pour disputer le Festival international espoirs 2018.
Le 29 mai 2018, il honore sa première sélection avec les espoirs anglais en étant titularisé face au Mexique lors d'un match nul et vierge. Le 6 juin suivant, Nketiah inscrit ses deux premiers buts dans cette catégorie lors de la demi-finale du Festival international espoirs contre l'Écosse (victoire 1-3).

## Statistiques
| Saison                | Club                  | Championnat           | Championnat | Championnat | Coupe nationale | Coupe nationale | Coupe de la Ligue | Coupe de la Ligue | Supercoupe | Supercoupe | Compétition(s) continentale(s) | Compétition(s) continentale(s) | Compétition(s) continentale(s) | Total | Total |
| Saison                | Club                  | Division              | M.          | B.          | M.              | B.              | M.                | B.                | M.         | B.         | Comp.                          | M.                             | B.                             | M.    | B.    |
| 2017-2018             | Arsenal FC            | Premier League        | 3           | 0           | 1               | 0               | 1                 | 2                 | -          | -          | C3                             | 5                              | 0                              | 10    | 2     |
| 2018-2019             | Arsenal FC            | Premier League        | 5           | 1           | 1               | 0               | 1                 | 0                 | -          | -          | C3                             | 2                              | 0                              | 9     | 1     |
| 2019-2020             | Arsenal FC            | Premier League        | 13          | 2           | 4               | 2               | -                 | -                 | -          | -          | C3                             | -                              | -                              | 17    | 4     |
| 2020-2021             | Arsenal FC            | Premier League        | 17          | 2           | 1               | 0               | 2                 | 1                 | 1          | 0          | C3                             | 8                              | 3                              | 29    | 6     |
| 2021-2022             | Arsenal FC            | Premier League        | 21          | 5           | 1               | 0               | 5                 | 5                 | -          | -          | -                              | -                              | -                              | 27    | 10    |
| 2022-2023             | Arsenal FC            | Premier League        | 30          | 4           | 2               | 2               | 1                 | 1                 | -          | -          | C3                             | 6                              | 2                              | 39    | 9     |
| 2023-2024             | Arsenal FC            | Premier League        | 27          | 5           | 1               | 0               | 2                 | 0                 | 1          | 0          | C1                             | 6                              | 1                              | 37    | 6     |
| Sous-total            | Sous-total            | Sous-total            | 116         | 19          | 11              | 4               | 12                | 9                 | 2          | 0          | -                              | 27                             | 6                              | 168   | 38    |
| 2019-2020             | Leeds United (prêt)   | Championship          | 17          | 3           | -               | -               | 2                 | 2                 | -          | -          | -                              | -                              | -                              | 19    | 5     |
| 2024-2025             | Crystal Palace        | Premier League        | 29          | 3           | 5               | 2               | 3                 | 2                 | -          | -          | -                              | -                              | -                              | 37    | 7     |
| 2025-2026             | Crystal Palace        | Premier League        | -           | -           | -               | -               | -                 | -                 | -          | -          | -                              | -                              | -                              | 0     | 0     |
| Sous-total            | Sous-total            | Sous-total            | 29          | 3           | 5               | 2               | 3                 | 2                 | -          | -          | -                              | -                              | -                              | 37    | 7     |
| Total sur la carrière | Total sur la carrière | Total sur la carrière | 162         | 25          | 16              | 6               | 17                | 13                | 2          | 0          | -                              | 27                             | 6                              | 224   | 50    |

## Palmarès

### En club
| Arsenal FC (3) | Leeds United (1)                                 | Crystal Palace (1)                       |
| --- | ------------------------------------------------ | ---------------------------------------- |
| - Championnat d'Angleterre : - Vice-champion : 2023 et 2024. - Coupe d'Angleterre - Vainqueur : 2020. - Community Shield - Vainqueur : 2020 et 2023. - Ligue Europa : - Finaliste : 2019. | - Championnat d'Angleterre D2 - Champion : 2020. | - Coupe d'Angleterre - Vainqueur : 2025. |

### En sélection
| Angleterre espoirs (1)                               |
| ---------------------------------------------------- |
| - Festival international espoirs - Vainqueur : 2018. |